# Arvid Rudling (advokat)
Arvid Rudling, född 1899, död 1984, var en svensk advokat och socialdemokrat på vänsterkanten, samt skribent och författare.
Arvid Rudling blev medlem av Sveriges advokatsamfund 1934. Innan dess arbetade han vid Georg Brantings advokatbyrå. Han var en del av försvaret för åtalade efter Ådalshändelserna 1931, där militär sköt mot demonstrerande arbetare. Han var försvarare efter "skotten i Sandane" där polis sköt arbetare i samband med en strejk 1932. Till skillnad från Ådalen året innan krävdes där inga dödsoffer. Arvid Rudling var även involverad i försvaret av finska kommunister som åtalats som landsförrädare under kommunistprocesserna i Finland 1923-1935. Många av akterna som rör hans arbete vid Georg Brantings advokatbyrå flyttades över till hans egen byrå.
Efter att han öppnat egen advokatbyrå drev Rudling många arbetsrelaterade skadestånds- och olycksfallsärenden. Han var aktiv i det rättsliga efterspelet efter brandattentatet mot den kommunistiska tidningen Norrskensflamman 1940, ett attentat som kostade fem människor livet. Rudling var också försvarare åt politiska aktivister från den växande vänsterrörelsen under 60- talet.
Arvid Rudling var gift med socialdemokraten Anna Rudling.